# Bodilus insperatus
Bodilus insperatus är en skalbaggsart som beskrevs av Rudolph Petrovitz 1967. Bodilus insperatus ingår i släktet Bodilus och familjen Aphodiidae. Inga underarter finns listade.